# 6082 Timiryazev
A 6082 Timiryazev (ideiglenes jelöléssel 1982 UH8) a Naprendszer kisbolygóövében található aszteroida. Ljudmila Vasziljevna Zsuravljova fedezte fel 1982. október 21-én. Kliment Tyimirjazev orosz botanikosról nevezték el.